# Ophiodesmus albonanus
Ophiodesmus albonanus ist eine im Boden lebende Art der zu den Doppelfüßern gehörenden Bandfüßer und von West- bis Mitteleuropa verbreitet.

## Merkmale
Mit 4–5 mm Körperlänge ist die Art nach Macrosternodesmus palicola der zweitkleinste in Deutschland vorkommende Bandfüßer. Die Körperfarbe ist weißlich bis gelblichweiß und erscheint glänzend, die Art besitzt typisch für Bandfüßer keine Augen. Der Zwergwuchs und die weißliche Körperfarbe sind Anpassungen an das Leben im Bodeninneren. O. albonanus besitzt wie die meisten Bandfüßer 20 Körperringe. Die Seiten der Körperringe sind bei dieser Art mit wenig vorspringenden Kielen statt Seitenflügeln bedeckt. Die Körperringe weisen auf der Oberseite 3 Reihen von je 10 langen Borsten auf.

### Ähnliche Arten
Von der sehr ähnlichen Art Macrosternodesmus palicola unterscheidet sich O. albonanus durch die Anzahl der Körperringe (19 bei M. palicola, 20 bei O. albonanus), die Größe (3–4 mm bei M. palicola, 4–5 mm bei O. albonanus), die Beborstung (3 Reihen von je 6 sehr kurzen Borsten bei M. palicola) und die Größe der Seitenkiele/Seitenflügel (diese sind bei M. palicola markanter). Die ebenfalls helle und im Bodeninneren lebende Art Propolydesmus germanicus wird 7–8 mm lang und ist meist schneeweiß gefärbt. Eine Unterscheidung zwischen den Arten ist auch über die Gonopoden möglich.

## Verbreitung und Lebensraum
Die Art ist vor allem in West- bis Mitteleuropa verbreitet. Sie lebt hier auf Irland und Großbritannien, in Frankreich, Belgien, den Niederlanden, Deutschland, Polen, Dänemark und im Süden von Schweden und Norwegen. Es gibt auch einzelne Fundmeldungen aus Estland und Neufundland. Auf Neufundland wurde die Art vermutlich eingeschleppt. Die vor allem westlich verbreitete Art findet in Polen ihre östliche Arealgrenze.
In Deutschland ist die Art verstreut bekannt aus Baden-Württemberg, Bayern, Nordrhein-Westfalen, Sachsen-Anhalt sowie mit einzelnen Fundmeldungen aus Hessen, Sachsen, Berlin, Hamburg und Schleswig-Holstein. Sie wird in Deutschland sehr selten gefunden und kommt hier nur verschleppt anstatt natürlich vor, gilt aber als ungefährdet.
In Deutschland kommt die Art überwiegend synanthrop vor. In Sachsen-Anhalt ist sie bekannt aus Halbtrockenrasen mit historisch anthropogener Beeinflussung, in Nordrhein-Westfalen aus innerstädtischem Grün, in Baden-Württemberg aus xerothermen Standorten in extensiv genutztem Kulturland. Insgesamt gilt sie in Deutschland als wärmeliebende Art, die sich häufig in synanthropen Biotopen wie Parks, Gärten, Friedhöfen, Weinbergen, Äckern, Feldgehölzen oder innerstädtischem Grün findet. O. albonanus gilt als kalkliebend.

## Lebensweise
Aufgrund ihrer euedaphischen Lebensweise (im Bodeninneren) wird die Art nur selten gefunden. Funde der Art gelangen meist von März bis August.

## Taxonomie
Die Art wurde 1895 von Robert Latzel unter dem Namen Paradesmus albonanus erstbeschrieben. Weitere Synonyme der Art lauten Scytalosoma albonanum (Latzel, 1895), Strongylosoma albonanum (Latzel, 1895), Strongylosomum albonanum (Latzel, 1895) und Scytalosoma triassicum Verhoeff, 1910.
Die Art wird in der Literatur manchmal der Familie Paradoxosomatidae (auch mit der Falschschreibung Paradoxomatidae) zugeordnet. Nach aktuellem Wissensstand (2021) gehört die Art jedoch zur Familie Macrosternodesmidae. Diese gehört zur Überfamilie Trichopolydesmoidea innerhalb der Unterordnung Polydesmidea, während die Familie Paradoxosomatidae in die Unterordnung Strongylosomatidea eingeordnet wird. Ophiodesmus albonanus und Ophiodesmus verhoeffi sind die einzigen beiden bislang beschriebenen Arten ihrer Gattung. Die beiden am nächsten verwandten Gattungen in der gleichen Tribus Macrosternodesmini sind die Gattungen Macrosternodesmus und Verhoeffodesmus.